# Nils Langer (językoznawca)
Nils Langer (ur. 1969 w Neumünster) – niemiecki językoznawca, socjolingwista. Do jego zainteresowań naukowo-badawczych należą: socjolingwistyka historyczna, zjawisko puryzmu, stygmatyzacja językowa.
Studiował na Uniwersytecie w Newcastle (Wielka Brytania). W 1994 r. uzyskał bakalaureat (język niemiecki i angielski), w 1995 r. zaś stopień magistra. W 2000 r. doktoryzował się w dziedzinie germanistycznej socjolingwistyki historycznej. W okresie 2000–2016 był zatrudniony na Uniwersytecie Bristolskim. W 2016 r. objął stanowisko profesora języka północnofryzyjskiego i badań mniejszościowych na Uniwersytecie we Flensburgu.

## Wybrana twórczość
- Linguistic Purism in Action – How auxiliary tun was stigmatized in Early New High German (2001)
- Linguistic Purism in the Germanic Languages (współautorstwo, 2005)
- Language History from Below in the Germanic Languages (współautorstwo, 2007)
- Sprachkritik und Sprachnormen – regionale, mediale und soziale Differenzierungen (współautorstwo, 2013)
- Standard German in the Eighteenth Century (2014)
- Invisible Languages in the Nineteenth Century (2015)